# Økumene
Økumene betød i det gamle Grækenland (omkr. 300-tallet) "den beboede del af verden". I forbindelse med Romerriget og Det Ny Testamente betyder det "verden"; men ofte underforstået "det romerske imperium".

## Etymologi
græsk οἰκουμένη Oikoumene "beboet" af verbet οἰκω oiko "jeg bor".
Økonomi og Økologi deler denne oprindelse via οἰκος oikos "hus", "hjem" eller "hushold".